# Villainville
Villainville ist eine französische Gemeinde mit 303 Einwohnern (Stand: 1. Januar 2022) im Département Seine-Maritime in der Region Normandie. Sie gehört zum Arrondissement Le Havre und zum Kanton Octeville-sur-Mer. Die Einwohner werden Villainvillais und Villainvillaises genannt.
Die Gemeinde erhielt 2022 die Auszeichnung „Eine Blume“, die vom Conseil national des villes et villages fleuris (CNVVF) im Rahmen des jährlichen Wettbewerbs der blumengeschmückten Städte und Dörfer verliehen wird.

## Geografie
Villainville liegt in der Région naturelle Pays de Caux, etwa 21 Kilometer nordöstlich von Le Havre.
Umgeben wird Villainville von den sieben Nachbargemeinden:
| Pierrefiques         | Bordeaux-Saint-Clair                        | Cuverville          |
| Beaurepaire          | Kompassrose, die auf Nachbargemeinden zeigt |                     |
| Gonneville-la-Mallet | Anglesqueville-l’Esneval                    | Criquetot-l’Esneval |

## Bevölkerungsentwicklung
| Jahr                       | 1962 | 1968 | 1975 | 1982 | 1990 | 1999 | 2006 | 2013 | 2020 |
| Einwohner                  | 134  | 150  | 165  | 217  | 239  | 288  | 299  | 330  | 282  |
| Quellen: Cassini und INSEE |      |      |      |      |      |      |      |      |      |

## Sehenswürdigkeiten
- Das Eingangsportal der Kirche Saint-Jacques stammt aus dem 11. Jahrhundert, der Rest des Gebäudes wurde im 18. Jahrhundert errichtet.

## Gemeindepartnerschaft
- Newchurch, Isle of Wight, England